# Dorcasina matthewsii
Dorcasina matthewsii là một loài bọ cánh cứng trong họ Cerambycidae.